# Rouvray (Yonne)
Rouvray é uma comuna francesa na região administrativa de Borgonha-Franco-Condado, no departamento de Yonne. Estende-se por uma área de 7,59 km². Em 2010 a comuna tinha 384 habitantes (densidade: 50,6 hab./km²).